# Décès en 1168
Décès
- 1164
- 1165
- 1166
- 1167
- 1168
- 1169
- 1170
- 1171
- 1172

Cette page dresse une liste de personnalités mortes au cours de l'année 1168 :
- 17 janvier : Thierry d'Alsace, seigneur de Bitche et comte de Flandre.
- 5 avril : Robert II de Beaumont, deuxième comte de Leicester.
- 20 septembre : Pascal III, ou Guido da Crema, antipape.

- Donnchad Ua Cerbaill, roi d'Airgíalla.
- Guillaume IV de Nevers, comte de Nevers, d'Auxerre et de Tonnerre.
- Hervé II de Léon, vicomte de Léon.
- Patrick de Salisbury, 1er comte de Salisbury (ou du Wiltshire).

## Crédit d'auteurs
- Cet article est partiellement ou en totalité issu de l'article intitulé « 1168 » (voir la liste des auteurs).